# 황아현
황아현(1989년 12월 11일 ~ )은 대한민국의 2010년 미스코리아 광주-전남 미(美)이다.

## 프로필
- 출생: 1989년 12월 11일
- 신체: 170cm, 47kg, 36-24-36
- 학력: 광주여자대학교 무용과
- 수상: 2010년 미스코리아 광주-전남 미(美)
- 취미: 음악감상, 요리
- 특기: 재즈댄스